# Vera de Bosset

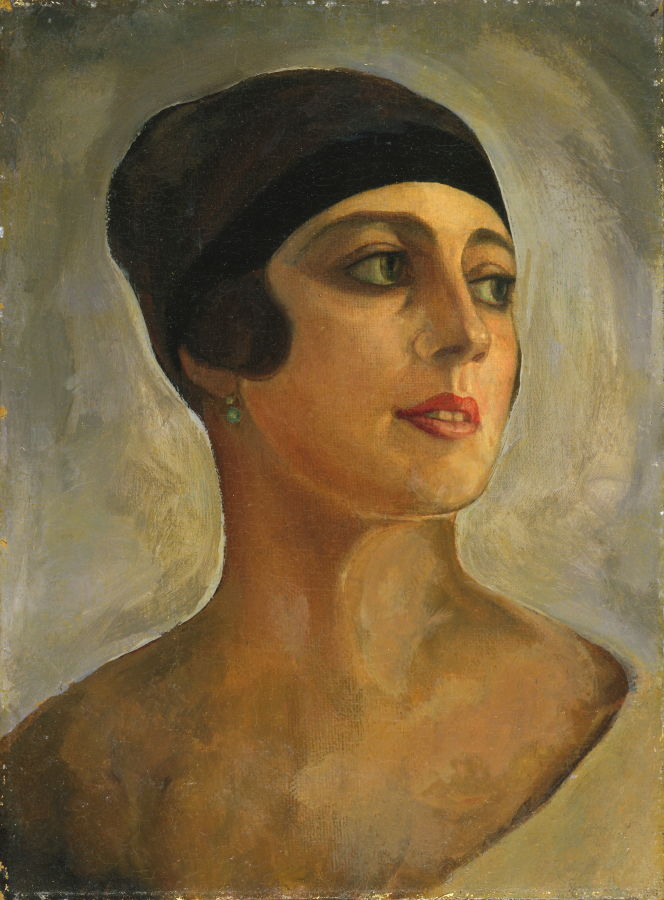
Vera de Bosset, gemalt von Sergei Sudeikin

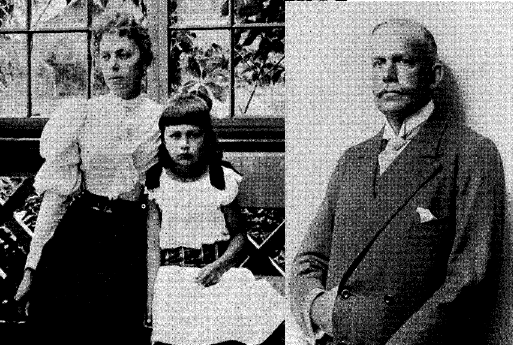
Vera Bosse und ihre Eltern

Vera de Bosset, ursprünglich Vera Bosse, (* 7. Januar 1889 in Saese bei Tamsal; † 17. September 1982 in New York) war eine russische Schauspielerin, Malerin und Ballett-Tänzerin mit deutsch-baltischen Wurzeln. Sie wurde vor allem bekannt als langjährige Geliebte und spätere zweite Ehefrau des Komponisten Igor Strawinsky.

## Kindheit

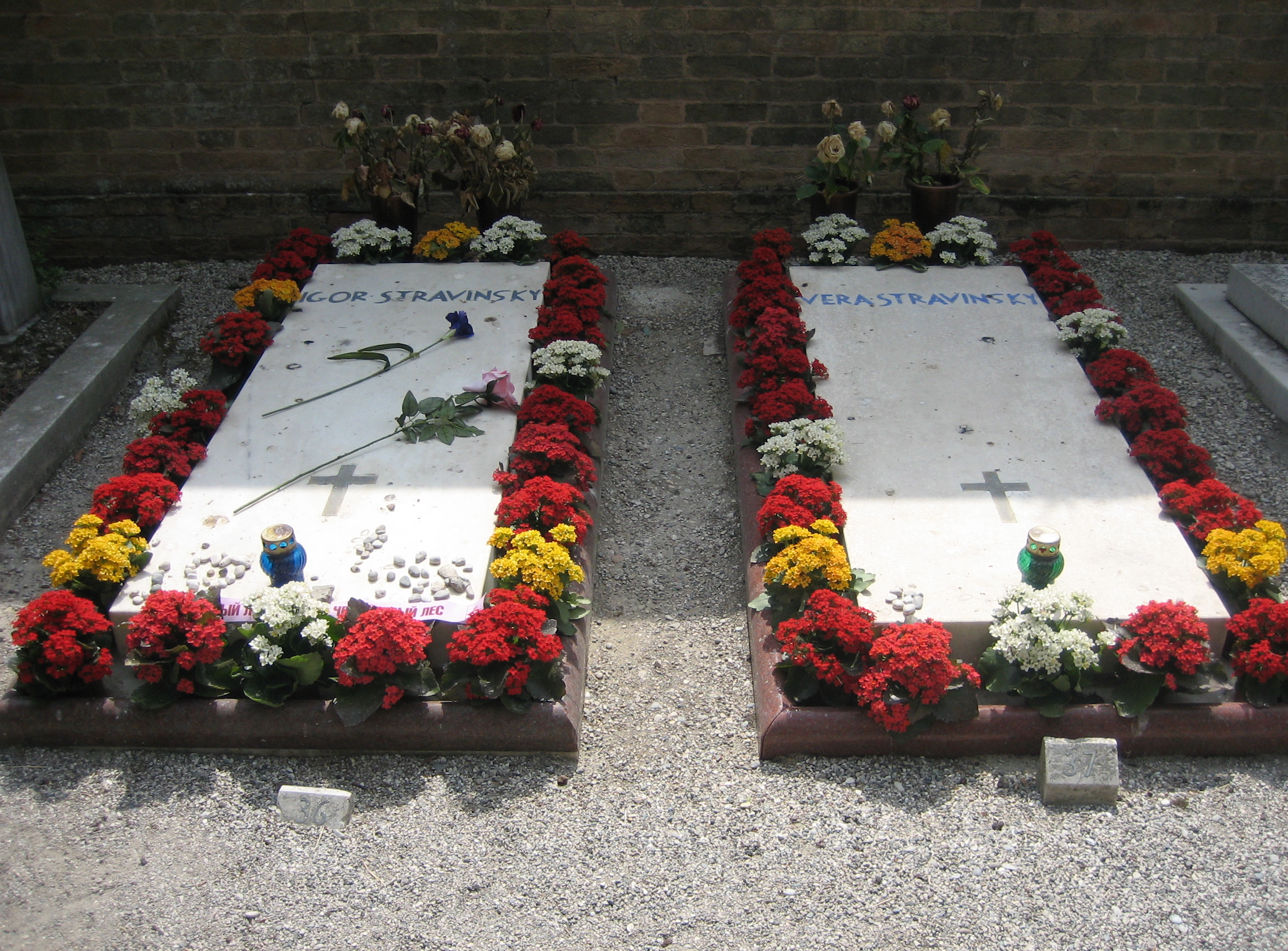
Letzte Ruhestätte des Ehepaares Strawinsky in Venedig

Bosset war Angehörige der Familie Bosse. Ihr Vater Arthur Harald (Arthur Arturovich) Bosse (* 9. April 1861 St. Petersburg; † 22. August 1937 in Santiago/Chile) war der Gründer und Geschäftsführer eines Werks zur Herstellung von Elektrokohle (jetzt JSC „Kudinovsky Plant“ in Elektrougli, Region Moskau). Ihre Mutter Henrietta Fedorovna Malmgren (23. Dezember 1866 St. Petersburg; † 1944?) stammte aus einer schwedischen Familie aus St. Petersburg.
Vater und Mutter gehörten zur deutsch-baltischen Oberschicht im seinerzeit zu Russland gehörenden Livland.
Der Bruder ihres Vaters war Eduard Theodor von Bosse. Das erste Mitglied der Familie, das in den 1720er Jahren nach Russland kam, war der Ururgroßvater Sebastian Bosse (1697–1775, St. Petersburg), 1726 wurde dieser Kantor und Lehrer der lutherischen Kirche St. Peter und Paul.
Nach Familientradition gab der Vater dem Mädchen den Namen Vera zu Ehren der Heldin aus Iwan Gontscharows Roman „Cliff“. Sie studierte am Moskauer Gymnasium M. B. Pussel, das sie 1908 mit einer Goldmedaille und der Lehrbefugnis für Mathematik und Französisch abschloss. Anschließend erhielt sie ihre musikalische Ausbildung und nahm Unterricht bei dem Pianisten David Shor (1867–1942), einem Mitglied des damals berühmten „Moskauer Trios“ (Shor’s Trio).
Ab 1910 studierte sie an der Universität Berlin, wo sie in ihrem ersten Jahr Philosophie und Naturwissenschaften – Physik, Chemie, Anatomie – studierte und im zweiten Jahr, als sie an die Kunstfakultät wechselte, Vorlesungen von Heinrich Wölfflin über Kunstgeschichte besuchte.

## Erste und zweite Ehe
1910 heiratete Bosset zum ersten Mal einen gewissen Lury, aber ihre Ehe wurde bald von ihren Eltern zerstört.
1912 heiratete sie Robert Fjodorowitsch Schilling (1887–1939, Moskau), einen Studenten, den sie in Berlin kennenlernte; ein baltischer Deutscher, später Schauspieler des Moskauer Künstlertheaters (1924–1928, 1934–1938), Darsteller von Episoden- und Nebenrollen. 1926 spielte er die Rolle eines deutschen Majors von Dust in der ersten Produktion von Tage der Turbinen von Michail Afanassjewitsch Bulgakow. Am 27. April 1938 wurde Schilling wegen Spionage verhaftet, verurteilt und am 4. März 1939 erschossen.

## Arbeiten im Kino
Nach Ausbruch des Ersten Weltkriegs brach sie ihr Studium an der Universität ab. Nach ihrer Rückkehr nach Moskau trat sie in die Ballettschule von Lydia Richardovna Nelidova ein und begann in Filmen zu spielen. Zwei Jahre lang – 1914–1915 – spielte sie offenbar fünf Rollen in den Filmen der Filmgesellschaft „P. Timan und F. Reinhardt“ (inszeniert von den Regisseuren Ya. A. Protazanov, V. R. Gardin und A. Andreev) und wurde in das Ensemble des Alexander-Tairov-Kammertheaters aufgenommen. Der Legende nach witzelte Tairov, als er der Truppe eine neue Schauspielerin vorstellte: „Da war kein Groschen, sondern plötzlich Schilling“
Hauptrollen:
- Emma – die weibliche Hauptrolle in dem Farce-Film „Eine Frau will – der Teufel wird ohnmächtig“ („Russische Goldene Serie“, Regie: Y. Protazanov, veröffentlicht am 2. Februar 1914).
- Nelli Leskova, Tochter eines Psychiaters – die weibliche Hauptrolle im Filmdrama „Arena of Revenge“ („Russian Golden Series“, Regie Y. Protazanov, veröffentlicht am 15. April 1914).
- Alexandra Ivanovna ist die Frau des Protagonisten in dem Film „Drama at the Phone“ („Russische Goldene Serie“, Regie: Y. Protazanov, veröffentlicht am 28. Dezember 1914).
- Helen Kuragina in der Verfilmung von Lew Tolstois Roman „Krieg und Frieden“ („Russische Goldene Serie“, Regisseure Y. Protazanov und V. Gardin; 1. Serie veröffentlicht am 13. Februar, 2.–14. April 1915).
- Liza Mikhailova in der Verfilmung des Romans von A. A. Verbitskaya „Andrey Toboltsev (The Spirit of the Times)“ (Drama in 2 Folgen; Drehbuch von A. Verbitskaya, Regisseur A. Andreev; veröffentlicht am 9. November 1915 von der Fernsehgesellschaft „Filmerstellung“).

## Ehe mit Sergei Sudeikin

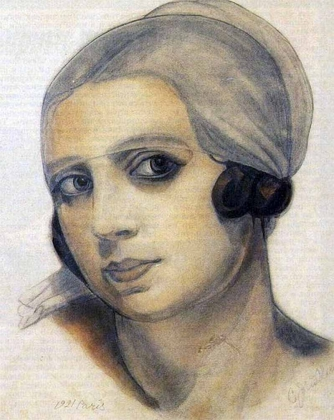
Porträt, gemalt von Sergei Sudeikin im Jahr 1921 (aus der Sammlung der Tretjakow-Galerie)

1915 lernte sie am Theater den Künstler Sergei Jurjewitsch Sudeikin (1882–1946) kennen und zog im März 1916 zu ihm nach St. Petersburg. Ihm zuliebe gab Bosset ihren Traum auf, Schauspielerin zu werden, hörte auf, in Filmen zu spielen, wurde Muse und Assistentin des Künstlers und begann auch, selbst zu zeichnen.
Im Juni 1917 brach sie mit Sudeikin auf die Krim auf. Nachdem sie den Sommer in der Nähe von Aluschta verbracht hatten, zogen sie im Herbst zuerst nach Jalta und dann nach Miskhor, wo sie bis April 1919 lebten. Im Februar 1918 meldeten sie ihre Beziehung an. Im Herbst desselben Jahres stellte Bosset ihre Werke zum ersten Mal aus – auf der Ausstellung „Art in the Crimea“ in Jalta.
Im April 1916 machte Mikhail Kuzmin ihr und Sudeikin ein Ostergeschenk – „An Alien Poem“; ihre Bilder spiegelten sich auch in seiner Pantomime „Der verliebte Teufel“ wider. Im August 1917 kommunizierten sie mit Osip Mandelstam, der ihnen nach dem Besuch der Datscha der Sudeikins in der „Professorenecke“ von Aluschta das Gedicht „Ein Strom goldenen Honigs floss aus einer Flasche …“ widmete.
Im April 1919 zogen sie nach Noworossijsk und Ende des Monats nach Tiflis. Im Dezember 1919 verließen die Sudeikins Tiflis und zogen nach Baku; 12. März 1920 Rückkehr nach Tiflis; dann gingen sie nach Batum, von wo aus sie im Mai 1920 nach Paris aufbrachen. Bosset beschrieb diese Zeit ihres Lebens mit Sudeikin in ihrem Tagebuch, das sie vom 1. Januar 1917 bis zum 2. September 1919 führte. Darin erzählt sie von ihrem Leben in Petrograd am Vorabend der Februarrevolution, von Treffen mit Freunden, einer Reise nach Moskau zur Ausstellung „World of Art“, ihre Scheidung von Schilling, darüber, wie die Tage von Politikern, Schauspielern, Schriftstellern, Künstlern „auf der Krim feststeckten“, und auch – beschreibt das bunte Leben von Tiflis im Mai 1919.
Ab Ende Mai 1920 lebten sie in Paris. Am 19. Februar 1921 stellt Diaghilev ihr Igor Strawinsky vor.
Im Juni 1922 eröffnete Bosset in Paris zusammen mit ihrer Freundin, der Künstlerin A. A. Danilova (Tula), ein Geschäft für Mode und Theaterzubehör Tulavera, das von Diaghilev beauftragt wurde, Kostüme für die Ballette seiner Truppe herzustellen. Ende Mai 1922 verließ sie Sergei Sudeikin (ohne die Scheidung einzureichen). Im August 1922 reiste Sergei Sudeikin nach Amerika ab.

## Ehe mit Igor Strawinsky
Als Bosset und Strawinsky sich im Jahr 1920 in Paris erstmals begegneten, tanzte sie die Rolle der Königin in dem Ballett Dornröschen von Tschaikowski. Sie waren beide noch verheiratet: Der Komponist mit seiner Kusine, der ebenfalls aus Russland stammenden Malerin Jekaterina Nossenko, mit der er zwei Töchter und zwei Söhne hatte; Bosset mit Sergei Sudeikin.
Seit 1922 war Bosset die Lebensgefährtin von Igor Strawinsky. Er war verheiratet und hatte nicht die Absicht, seine Familie zu verlassen. Strawinskys Mutter erfuhr nie von seiner Beziehung zu Vera, aber Strawinskys Frau Ekaterina Gavrilovna traf sie auf seine Bitte hin am 1. März 1925 in Nizza.
Im Zusammenhang mit ihrer Liebesbeziehung zu Igor Strawinsky verließ Vera de Bosset ihren Mann. Strawinsky blieb bis zum Tuberkulose-Tod seiner Frau 1939 bei seiner Familie und führte ein Doppelleben. Die meiste Zeit verbrachte er mit Frau und Kindern, die restliche Zeit mit seiner Geliebten. Seine Frau tolerierte die Situation offenbar mit einer Mischung aus Großmut, Bitternis und Leid.
Im März 1939 starb Strawinskys erste Frau, im Juni seine Mutter, und im Herbst 1939 folgte Strawinsky einem Ruf der Harvard University in Cambridge, Massachusetts, an der Ostküste der Vereinigten Staaten, um zunächst eine Vorlesungsreihe zu halten, die Charles Eliot Norton Lectures. Vera de Bosset folgte ihm im Januar 1940 nach. Am 9. März 1940 heirateten sie in Bedford, Massachusetts, fast zwanzig Jahre nach ihrem ersten Treffen. 1941 übersiedelte das Paar nach Los Angeles in den Stadtteil West Hollywood.
In den ersten Jahren ihrer Emigration kämpfte das Ehepaar mit Existenzsorgen. Strawinsky, der sich nur mäßig im Englischen ausdrücken konnte, suchte vergebens eine Anstellung als Musiklehrer. Mit der Komposition einiger kleiner gefälligerer Musikstücke wie des Tango suchte er einen Ausweg aus der Situation. Die Musikstücke hatten den erhofften Erfolg.
Im August 1945 eröffnete sie zusammen mit ihrer Freundin Elizaveta Sokolova die Kunstgalerie La Boutique in Beverly Hills, in der Ausstellungen von Pavel Chelishchev, Marc Chagall, Pablo Picasso und Salvador Dalí stattfanden. Sie zeichnete viel, seit 1955 stellte sie wieder aus – in Rom, Venedig, Mailand, New York, Los Angeles, Cincinnati, Houston, Tokio, London, Berlin, Paris.
Zusammen lebten sie fünfzig Jahre lang und trennten sich nur für kurze Zeit. Unter Mitwirkung von Bosset wurden mehrere Bücher über Strawinsky und ihr Leben veröffentlicht, darunter ihre Korrespondenz und ihre Tagebücher (übersetzt ins Englische).
Igor Strawinsky starb am 6. April 1971 in New York, nachdem er dort 1969 eine luxuriöse Wohnung im Essex House gekauft hatte. Vera de Bosset lebte darin bis zu ihrem Tod, sie starb am 17. September 1982 im Alter von 93 Jahren in New York und wurde auf dem Friedhof San Michele in Venedig neben ihrem Mann I. F. Strawinsky beigesetzt.